# James Winchester
James Winchester (Washington, 6 agosto 1989) è un giocatore di football americano statunitense che milita nel ruolo di long snapper per i Kansas City Chiefs della National Football League (NFL).

## Carriera

### Philadelphia Eagles
Winchester firmò con i Philadelphia Eagles dopo non essere stato scelto nel Draft NFL 2013. Fu svincolato il 25 agosto 2013.

### Kansas City Chiefs
Winchester firmò con i Kansas City Chiefs il 13 marzo 2015. Il 23 gennaio 2017 firmò un rinnovo contrattuale quinquennale del valore di 4,45 milioni di dollari con i Chiefs.
Il 17 settembre 2017, nella settimana 2 contro i Philadelphia Eagles, Winchester forzò un fumble su un ritorno di punt di Darren Sproles. Il pallone fu recuperato dal compago Anthony Sherman e da lì i Chiefs segnarono un field goal.
Il 2 febbraio 2020 Winchester scese in campo nel Super Bowl LIV contro i San Francisco 49ers che i Chiefs vinsero per 31-20, conquistando il primo titolo dopo cinquant'anni.

## Palmarès
- Super Bowl : 3

Kansas City Chiefs: LIV, LVII, LVIII
- American Football Conference Championship: 5

Kansas City Chiefs: 2019, 2020, 2022, 2023, 2024

## Famiglia
Il padre di Winchester, Michael, fu un punter ad Oklahoma dal 1984 al 1985. Fu ucciso in una sparatoria all'Aeroporto Mondiale Will Rogers il 15 novembre 2016.
Winchester è di discendenza Choctaw.